# CCCeBIT
Der CCCeBIT-Award war ein Negativpreis des Chaos Computer Clubs und reichte auf eine lange Tradition von CeBIT-Treffen zurück. In den frühen 1990er Jahren wurde jährlich eine Demonstration auf dem Messestand der Deutschen Telekom veranstaltet. Ab 2001 wurde die Kundgebung durch die Verleihung der Auszeichnung an andere Organisationen und Unternehmen ersetzt, die in den Augen der Veranstalter soziale Grundsätze wie Meinungsfreiheit, Datenschutz und Informationelle Selbstbestimmung verletzen. Seit 2008 findet keine Preisverleihung mehr statt.

## Awards
- CCCeBIT 2007: Bundestrojaner – Landesamt für Verfassungsschutz NRW[1][2][3]
- CCCeBIT 2006: Agent im Auftrag der GFUCK[4]
- CCCeBIT 2005: Biometrische Merkmale in Ausweisdokumenten[5][6][7]
- CCCeBIT 2004: Vitronic hilft Datenkraken[8][9]
- CCCeBIT 2003: IBM: No TCPA![10][11]
- CCCeBIT 2002: Rote Netzwerkkarte gegen Netzzensur (mehrere Provider in Nordrhein-Westfalen)[12]
- CCCeBIT 2001: Herr Siemens, Ihr Filter stinkt![13][14]